# Mamelodi
Mamelodi  (anciennement Vlakfontein) est un township situé au nord-est de Pretoria en Afrique du Sud.
Fondé en 1951 en application du Group Areas Act et situé à 16 km au nord-est de church square, Mamelodi fait partie de la municipalité métropolitaine de Tshwane dans le Gauteng. 
Mamelodi est le nom par lequel les populations noires du Transvaal, notamment sothos, désignaient le président Paul Kruger. Le terme signifie littéralement "l'homme qui peut imiter les oiseaux" 

## Géographie
Mamelodi est situé à un peu plus de 15km au nord-est de Pretoria Central. Il est bordé à l'est et au nord par la chaine du Magaliesberg, au sud par le quartier industriel de Silverton et par le quartier résidentiel "the Willows" et à l'ouest par le township d'Eersterus.

## Démographie
Selon le recensement de 2011, Mamelodi compte plus de 334 577 résidents, principalement issus des populations noires d'Afrique du Sud (98,89%).
Les habitants sont à 42,35% de langue maternelle sepedi, à 12,15 % de langue zoulou et à 10,68% de  langue maternelle xitsonga.

## Historique

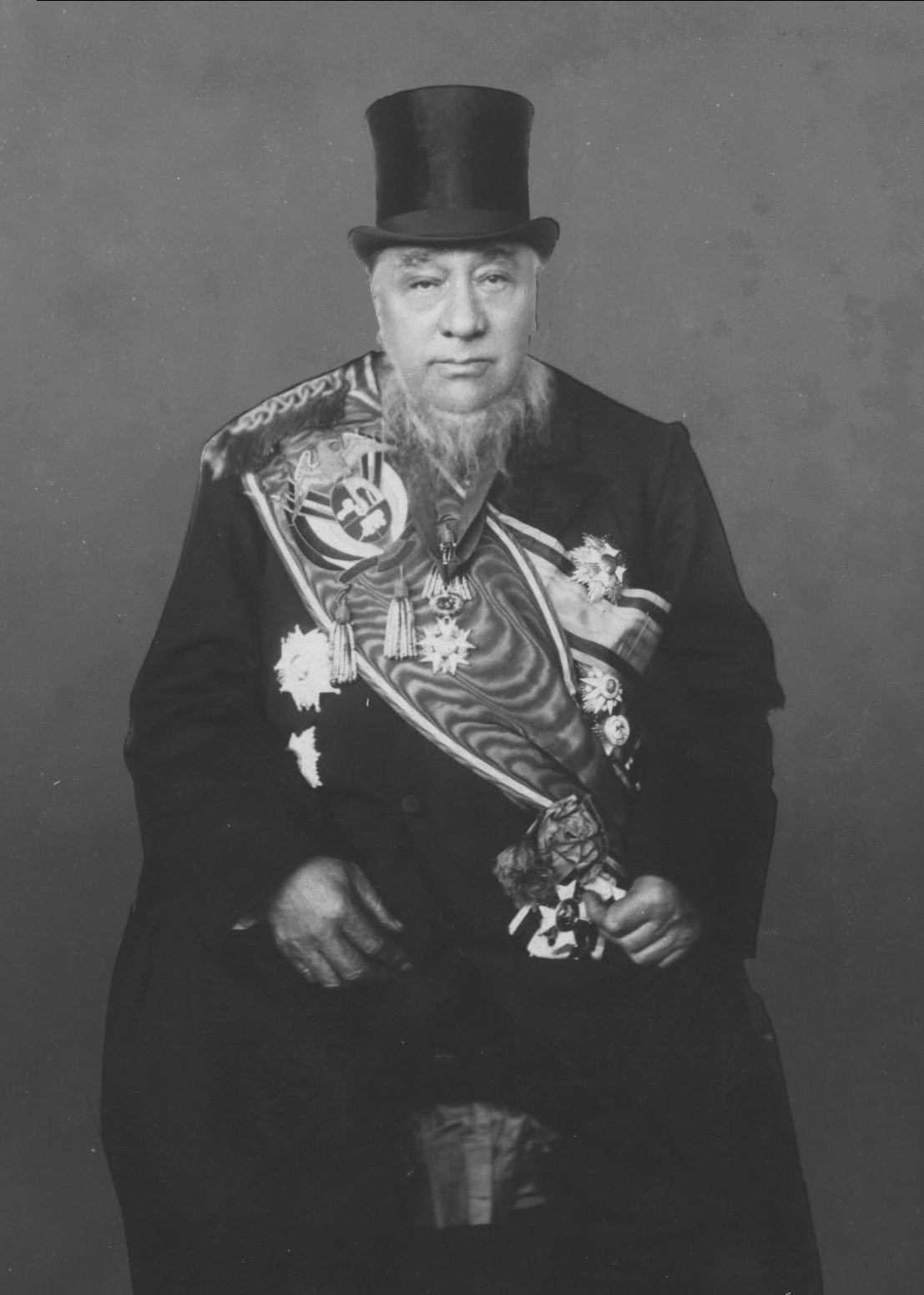
Paul Kruger que les populations noires du Transvaal surnommaient Mamelodi

Baptisé en hommage à Paul Kruger, Mamelodi fut créé dans le cadre des lois de l'Apartheid pour accueillir la population noire de Pretoria, expulsée du centre-ville et des quartiers de Lady Selborne